# Julöl

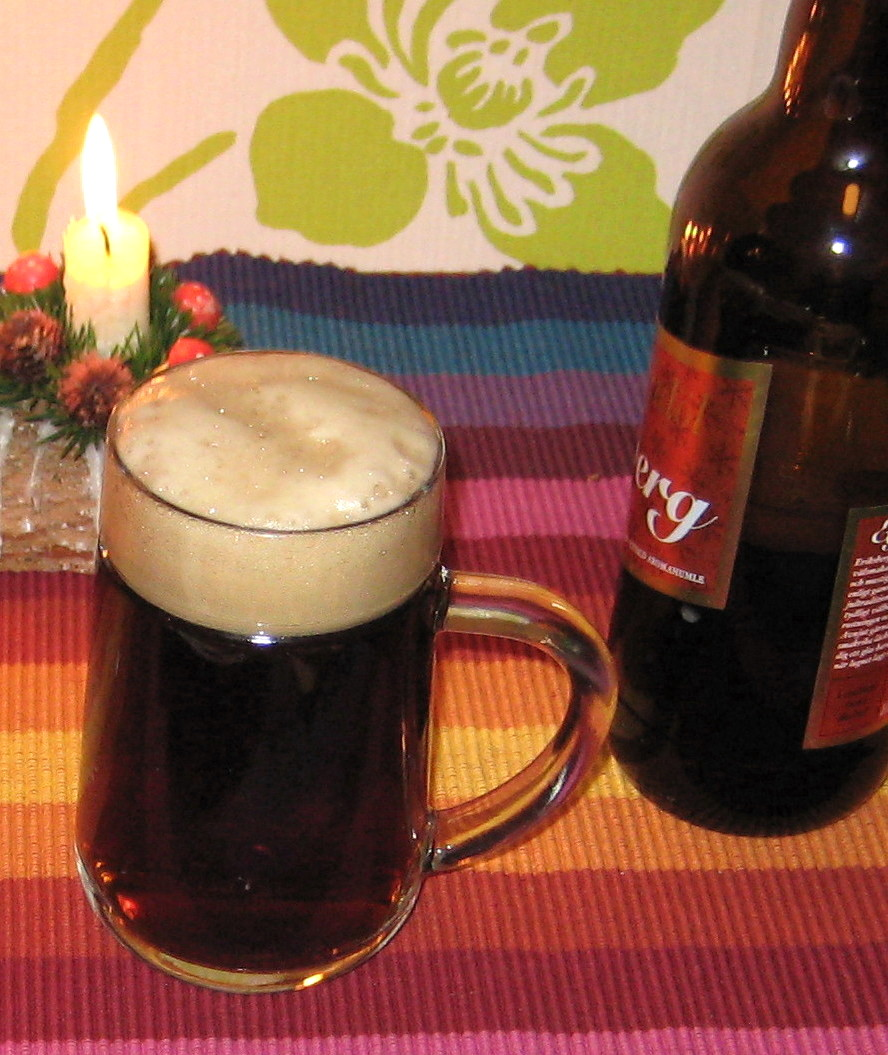
Ett nyupphällt glas julöl.

Julöl är ett öl som är avsett att drickas vid jul, vanligtvis ett relativt mörkt öl med viss sötma och kryddighet. Ordet julöl är belagt i svenska språket sedan år 1790.

## Julöl i Sverige
Svenskt traditionellt julöl karaktäriseras som mörk lager och har gamla anor sedan åtminstone långt ner i medeltiden och det skulle vara fylligt, ha viss sötma och ha en något högre alkoholhalt än ölet som dracks till vardags. "Att dricka jul" var en närmast rituell sed där man skålade för lycka och välgång.